# Joe Adonis
Joe Adonis, Giuseppe Antonio Doto (ur. 22 listopada 1902 w Montemarano, zm. 26 listopada 1971 w Ankonie) – amerykański gangster, jeden z najpotężniejszych członków zorganizowanego świata przestępczego, tzw. amerykańskiego syndykatu, który wykrystalizował się po „wojnie Castellammarese”. Wieloletni współpracownik Lucky Luciano, Franka Costello i Meyer’a Lansky’ego. Należał do brygady zabójców Giuseppe „Joe Boss” Masserii.

## Życiorys
Giuseppe Antonio Doto urodził się w Montemarano, niedaleko Neapolu we Włoszech, i jako nastolatek nielegalnie wjechał do Nowego Jorku. Po osiedleniu się w Lower East Side na Manhattanie przyjął nazwisko Adonis, wierząc, że odzwierciedla ono jego dobry wygląd. Swoją karierę w półświatku przestępczym Nowego Jorku zawdzięczał prohibicji – kierował Broadway Mob (najważniejszy gang przemytniczy Manhattanu). Wkrótce połączył siły z innymi bandytami, którzy zasłynęli w przestępczości zorganizowanej – Charlesem Lucky Luciano, Albertem Anastasią, Vito Genovese i Meyerem Lanskym. W połowie lat 20. został partnerem Luciano i Franka Costello w szmuglowaniu alkoholi; razem kontrolowali większość nielegalnych trunków napływających do środkowego Manhattanu.
W 1927 r., kiedy czołowi przemytnicy miasta ustanowili terytoria, Adonis wziął na siebie główną odpowiedzialność za Brooklyn, gdzie był właścicielem Joe’s Italian Kitchen, baru, który służył jako miejsce spotkań lichwiarzy, hazardzistów i polityków. Adonis zyskał przychylność polityków, którzy bywali w jego barze i chronili jego przestępczą działalność. Najbardziej znanym politycznym sojusznikiem Adonisa był William O’Dwyer, późniejszy prokurator okręgowy Brooklynu i burmistrz Nowego Jorku.
Aresztowany w 1951 r. – po politycznym wstrząsie jakim były przesłuchania komisji Kefauvera – skazany na 2 lata pozbawienia wolności. W 1956 r. wobec grożących oskarżeń o złożenie fałszywych zeznań (po ujawnieniu jego włoskiego pochodzenia, do którego się nie przyznawał – utrzymywał, że urodził się rodowitym Amerykaninem) zdecydował się na dobrowolną deportację do ojczystych Włoch.
Zmarł na atak serca w trakcie przesłuchania. Włoska policja przeprowadzała wówczas działania antymafijne. Pochowany został na cmentarzu Madonna w Fort Lee w stanie New Jersey.